# John Hagan
John Lee Hagan (* 15. Februar 1946) ist ein kanadischer und US-amerikanischer (Doppelstaatsbürgerschaft) Soziologe und Kriminologe.
Hagan studierte Soziologie und erwarb den B.A. 1968 an der University of Illinois, den M.A. 1971 an der University of Alberta, wo er 1974 auch promovierte (Ph.D.). Nach Lehrtätigkeiten an verschiedenen Hochschulen in Kanada und den USA ist Hagan seit 1999 Professor für Soziologie und Recht an der Northwestern University in Evanston (Illinois).
Hagan ist ein international bekannter Gewaltforscher. 1991 amtierte er als Präsident der American Society of Criminology. Ihm wurde 2009 der Stockholm Prize in Criminology verliehen. 2010 wurde er in die American Academy of Arts and Sciences gewählt, 2017 in die National Academy of Sciences.

## Deutschsprachige Schriften
- Jugendgewalt und Rechtsextremismus. Soziologische und psychologische Analysen in internationaler Perspektive. Herausgegeben mit Klaus Boehnke und Daniel Fuß, Juventa-Verlag, Weinheim/München 2002, ISBN 978-3-7799-0477-9.
- Internationales Handbuch der Gewaltforschung. Herausgeber mit Wilhelm Heitmeyer, Westdeutscher Verlag, Wiesbaden 2002, ISBN 978-3-531-13500-7.